# ژنوم
ژنوم (به فرانسوی: génome) یا ژنگان انسان همهٔ مادهٔ ژنتیکی یک موجود زنده است که در اصل محتوای ژنتیکی یاخته آن فرد؛ شامل DNA هسته و میتوکندری است. ژنوم دستورالعمل‌های ارثی برای ساخت، پیشبرد و نگهداری یک موجود زنده را داراست. کلمهٔ ژنوم از دو کلمهٔ ژن (gen) و پسوند (ome-) ساخته شده است. بدن انسان به‌طور نسبی از پنجاه تا صد میلیارد سلول تشکیل شده که در هر سلول تمام دستورالعمل‌های کدگذاری‌شدهٔ لازم برای هدایت تمامی فعالیت‌های یاخته و ساخت پروتئین‌های لازم، موجود است. به هر گروه کامل از این دستورالعمل‌های ما ژنوم گفته می‌شود.
به تعریف دیگر، ژنوم، زیست‌شناسی مولکولی و ژنتیک، مادهٔ ژنتیکی یک جاندار است. این شامل (دی‌ان‌ای DNA) (یا RNA در آران‌ای ویروس) است. ژنوم شامل هر دو «ژن‌ها (مناطق کدگذاری شده) و دی‌ان‌ای دی‌ان‌ای بی‌رمز»، و همچنین «DNA میتوکندری و DNA کلروپلاست» است. مطالعهٔ ژنوم ژنومیک نامیده می‌شود.
ژنوم انسان از چهل و شش مولکول دی‌ان‌ای متمایز از هم به نام کروموزوم تشکیل شده است. در باکتری‌ها و اشکال ساده‌تر زندگی، ژنوم تنها حاوی یک کروموزوم است.
کروموزوم‌های انسانی از نظر اندازه و اطلاعات بسیار گسترده و گوناگون هستند و بیشترین تعداد ژن‌ها یعنی بیش از پنجاه هزار ژن را دارا می‌باشند. کروموزوم Y در انسان کمترین تعداد ژن‌ها را یعنی ۳۶ عدد را دارا می‌باشد. ژنوم آدم حاوی بیش از سه میلیارد ذرهٔ رمزی دی‌ان‌ای (DNA)است که در کروموزوم‌ها قرار دارند و دی‌ان‌ای شامل ۴ بلوک آدنین (A)، گوانین (G)، سیتوزین (C) و تیمین (T) است که بارها در سراسر ژنوم تکرار شده است. ژن‌هایی که از پدر و مادر به ارث برده می‌شوند (ژنوتیپ) صفات فرزندان را (فنوتیپ) شکل می‌دهند.
می‌توان ژنوم انسان را که در DNA ذخیره شده است با یک کتابخانه به صورت زیر مقایسه کرد:
1. کتابخانه شامل ۴۶ کتاب (کروموزوم) است
2. کتاب‌ها بین ۴۰۰ تا ۳۳۴۰ صفحه (ژن) دارند
3. هر کتاب دارای بین ۴۸ تا ۲۵۰ میلیون حرف (نوکلئوتید) کوچک است
4. یک کپی از کتابخانه (تمام ۴۶ کتاب) در تقریباً همهٔ سلول‌های بدن ما قرار دارد.

## نقشه و توالی ژنوم انسان

نسبت اجزای مختلف سازندهٔ ژنوم انسان.

برای تصور اندازه بزرگ ژنوم انسان، می‌توانید در نظر بگیرید که اگر همه ۲/۳ میلیارد جفت نوکلئوتید در یک کتاب نوشته شوند، تعداد اوراق کتاب، به پانصدهزار ورق می‌رسد و ۶۰ سال، هر روز، روزی ۸ ساعت (در هر ثانیه ۵ جفت نوکلئوتید) وقت لازم است تا تمامی کروموزومها نوشته شوند.
رایج‌ترین روش تعیین توالی ژنوم درانسان به این صورت است که ابتدا کل ژنوم انسان به صورت کتابخانه BAC تهیه می‌شود و سپس با روش‌های مختلفی از این کلون‌ها، کانتیگ تهیه می‌شود. سپس قطعه‌های وارد شده در هر یک از کلون‌های کانتیگ تعیین توالی می‌شود.
در این روش ابتدا قطعه‌ای از DNA که توالی نامشخص دارد تکثیر (کلون) می‌شود سپس هزاران کپی به دست آمده از آن را که هر یک ترکیبی از ۴ نوکلئوتید پایه و ۴ زنجیره پایانی نشاندار شده که هر یک به عنوان یکی از چهار نوکلئوتید پایه در سنتز DNA نقش دارد، گرما داده می‌شوند که سبب می‌شود دو زنجیره DNA از یکدیگر جدا شوند و سنتز رشته مکمل انجام می‌شود.
در ۱۹۸۸ مهندسین ژنتیک در ایالات متحده آمریکا مبادرت به کاری کردند تا نقشه و توالی ژنوم انسان را مشخص کنند. این تلاش بزرگ که پروژهٔ ژنوم انسان نام گرفت به سرعت به یک تحقیق جهانی مبدل شد و نتیجه همکاری حوزه انرژی ایالات متحده و سازمان ملی سلامت بود. پروژهٔ ژنوم انسان در ابتدا برنامه ۱۵ ساله بود اما سرعت پیشرفت تکنولوژی سبب کاهش زمان مربوط به ۱۳ سال شد و سرانجام در سال ۲۰۰۳ این پروژه به پایان رسید.
از اهداف پروژهٔ ژنوم انسان می‌توان به این موارد اشاره کرد:
- تعیین نقشهٔ دقیق ژنتیکی کروموزوم‌ها
- تهیه نقشه فیزیکی کروموزوم‌های اورگانیسمهایی که به‌عنوان مدل انتخاب شده‌اند
- تعیین توالی کل ژنوم انسان
- ایجاد شبکه‌های ارتباطی و بانک‌های اطلاعاتی دربارهٔ ژنوم‌ها و دانش ژنتیک

## ژنومیک
ژنومیک مطالعهٔ جامع اطلاعات ژنتیکی یک سلول یا موجود زنده است. از زیر مجموعه‌های این علم می‌توان به برخی موارد اشاره کرد مانند: شناخت وظیفهٔ ژن‌های خاص و بررسی استفاده از آنها، اثر ژن‌ها بر روی یکدیگر، مطالعه و کاوش روش‌های درمانی برای بیماری‌های ژنتیکی و بیماری‌های ارثی، گسترش دانش پروتئومیکس و شناخت بهتر مولکول دی ان ای که در میان افراد می‌تواند منجر به راه‌های جدید انقلابی برای تشخیص، درمان و حتی روزی پیشگیری از هزاران اختلال که بر ما اثر می‌گذارد، شود. علاوه بر فراهم ساختن اطلاعات برای درک زیست‌شناسی انسان، شناخت توالی DNA موجودات دیگر می‌تواند منجر به درک درستی از قابلیت‌های طبیعی آن‌ها شود که می‌توان آن را در جهت حل چالش‌های مراقبت‌های سلامتی، کشاورزی، تولید انرژی، بازسازی و حفظ محیط زیست و جداسازی کربن به کار گرفت.

## ژن درمانی
ژن‌درمانی تکنیکی است که برای تصحیح ژن‌های معیوبی که مسئول ایجاد بیماری هستند مورد استفاده قرار می‌گیرد. پژوهشگران ممکن است یکی از چندین رویکرد موجود را برای تصحیح ژن‌های معیوب به کار ببندند. ژن طبیعی ممکن است به درون یک محل غیراختصاصی درون ژنوم کاشته شود تا یک ژن بی‌کارکرد را جایگزین کند. این روش یک رویکرد رایج است.
یک رویکرد دیگر تعویض ژن غیرطبیعی از طریق «بازترکیبی هومولوگ» است.
ژن غیرطبیعی را می‌توان از طریق «جهش معکوس انتخابی» ترمیم کرد، که باعث می‌شود، ژن به کارکرد طبیعی‌اش بازگردد.
تنظیم یک ژن خاص (میزانی را که یک ژن خاموش و روشن می‌شود) را نیز می‌توان تغییر داد.
در اغلب بررسی‌های ژن‌درمانی، ژن «طبیعی» به درون ژنوم وارد می‌شود تا جایگزین یک ژن بیماری‌زای «غیرطبیعی» شود. یک مولکول حامل که به آن ناقل(vector) می‌گویند، برای وارد کردن ژن درمان‌کننده به سلول‌های هدف بیمار مورد استفاده قرار می‌گیرد.
در حال حاضر رایج‌ترین ناقل مورد استفاده ویروسی است که به‌طور ژنتیکی تغییرداده شده است، تا DNA طبیعی انسانی را حمل کند. ویروس‌ها طوری تکامل یافته‌اند تا ژن‌های‌شان را به شیوه‌ای آسیب‌زا به درون سلول‌های انسانی وارد کنند. دانشمندان سعی کرده‌اند تا از این توانایی ویروس‌ها سود ببرند و ژنوم ویروس‌ها را طوری دستکاری کنند که ژن‌های بیماری‌زا را از سلول حذف و ژنهای درمان‌کننده را وارد آن کنند.
سلول‌های هدف مثلاً سلول‌های کبد یا ریه بیمار با ناقل ویروسی آلوده می‌شوند. پروتئین‌های جدید دارای کارکرد که بوسیله ژن درمان‌کننده ایجاد می‌شوند، سلول را به وضعیت طبیعی بازمی‌گردانند. به غیر از ویروس‌ها، گزینه‌های دیگری برای وارد کردن ژن‌ها به درون سلول‌ها وجود دارد.
ساده‌ترین روش واردکردن مستقیم DNA درمانی به درون سلول است. این رویکرد از لحاظ کارکرد محدودیت دارد، زیرا می‌توان آن را تنها در مورد بافت‌های معینی به کار برد و نیاز به مقادیر زیادی DNA دارد.